# LG G3
LG G3 je Android smartphone vyvinutý společností LG Electronics. Poprvé byl uveden do prodeje v Jižní Koreji 28. května, 2014. Jedná se o nástupce modelu LG G2 (z roku 2013) ze kterého si bere některé designové prvky (tenký rámeček kolem displeje, tlačítka umístěná na zadní straně těla telefonu). LG G3 je vůbec první smartphone jednoho ze známých výrobců, který v sobě nese 5,5" quad HD displej s rozlišením 2560x1440 pixelů.
Telefon LG G3 disponuje 2 nebo 3 GB operační paměti dle konkrétní varianty, výkonným čtyřjádrovým procesorem Qualcomm Snapdragon 801 a grafickým čipem Adreno 330.